# Datisca glomerata
Datisca glomerata, vrsta uspravne trajnice iz porodice Datiscaceae, jedna je od dva predstavnika u rodu datiska. Domovina joj je Sjeverna Amerika, i to Kalifornija, i susjedna Nevada i sjeverozapadni Meksiko.
Svi dijelovi biljke su otrovni.
Prvi puta opisana je 1835. kao Tricerastes glomerata C.Presl

## Sinonimi
- Cannabina glomerata (C.Presl) Kuntze
- Tricerastes glomerata C.Presl